# Kolon (Rhetorik)
Kolon (Plural: Kola; altgriechisch κῶλον kōlon, deutsch ‚Glied‘) heißt in der Rhetorik die rhythmische Elementareinheit aus einem oder mehreren Wörtern. Durch Zäsur (leichte Atempausen oder merkliche Einschnitte beim Sprechen) werden die Kola gebildet und bilden einen gliedernden Sprechtakt. Eine Folge von Kola bildet die Periode. Innerhalb eines Kolons können Kommata kleinste, unselbständige Sprechtakte abteilen. Somit steht das Kolon zwischen der übergeordneten Periode und den syntaktisch gänzlich unselbständigen Kommata.
Ein Kolon in der Verslehre ist das metrische Kolon. 

## Kolonlängen
In der Quantitativen Linguistik ebenso wie in der Quantitativen Stilistik wurde untersucht, ob die Häufigkeit, mit der Kola verschiedener Länge in Texten auftreten, sich als einem Sprachgesetz folgend erweisen lässt. Entsprechende Daten zu Marmontel, Rousseau und Voltaire stellt Karl Knauer unter dem Begriff „rhythmische Gruppe“ bereit. Für zwei Textausschnitte von Marmontel konnte eine gesetzmäßige Verteilung der Kolonlängen ebenso nachgewiesen werden wie für die beiden anderen Autoren.
An die Kolonlängen in den ersten beiden Kapiteln von Puschkins Pique Dame kann die verschobene negative hypergeometrische Verteilung angepasst werden:
| x  | n(x) | NP(x)  |
| -- | ---- | ------ |
| 3  | 47   | 52.80  |
| 4  | 95   | 175.64 |
| 5  | 426  | 348.62 |
| 6  | 568  | 529.54 |
| 7  | 663  | 671.71 |
| 8  | 757  | 739.05 |
| 9  | 663  | 715.83 |
| 10 | 615  | 609.95 |
| 11 | 473  | 449.82 |
| 12 | 237  | 275.92 |
| 13 | 142  | 128.69 |
| 14 | 47   | 35.44  |

Dabei ist x: Zahl der Silben pro Kolon, n(x) die beobachtete Zahl der Kola mit x Silben (absolute Werte); NP(x) die Zahl der Kola mit x Silben, die berechnet wird, wenn man die verschobene negative hypergeometrische Verteilung an die beobachteten Daten anpasst. Ergebnis: Die verschobene negative hypergeometrische Verteilung ist mit C = 0.0156 ein gutes Modell für die beobachteten Verhältnisse (C wird als akzeptabel verstanden, wenn C ≤ 0.02 ist).